# Grasse
Grasse (in occitano e italiano Grassa) è un comune francese di 53 150 abitanti situato nel dipartimento delle Alpi Marittime della regione della Provenza-Alpi-Costa Azzurra, sede di sottoprefettura.

## Economia
Situata a breve distanza dalla Costa azzurra, Grasse è conosciuta per l'industria profumiera che risale al XVI secolo. La coltivazione dei fiori occupa buona parte del territorio e si contraddistingue per la qualità di elementi quali il gelsomino, dall'aroma particolarmente delicato grazie al fatto di essere coltivato al limite settentrionale della zona geografica in cui tale pianta cresce naturalmente, e la Rosa centifolia, una specie di Rosa denominata anche rosa di maggio di Grasse.

## Monumenti e luoghi d'interesse
Nel centro della città vecchia sorge la cattedrale dedicata a Notre Dame du Puy fondata nell'XI secolo, al cui interno vengono custodite tre opere di Rubens e una di Jean-Honoré Fragonard.

## Cultura
A Grasse è ambientata la terza parte del romanzo Il profumo di Patrick Süskind.

### Musei
- Museo d'arte e storia della Provenza, con numerosi dipinti e splendide maioliche locali. È sito al n.2 di Rue Mirabeau;
- Museo internazionale della profumeria illustra le tecniche e il saper fare della tradizionale creazione dei profumi di Grasse;
- Museo Villa Jean-Honoré Fragonard;
- Museo della marina dedicato alla carriera del marinaio François-Joseph Paul Conte di Grasse;
- Museo provenzale del costume e del gioiello, fondato nel 1997.

## Società

### Evoluzione demografica
Abitanti censiti

## Amministrazione

### Gemellaggi
- Ingolstadt
- Opole
- Ariana
- Carrara
- Murcia
- Marblehead
- Migliarino